# Schachweltmeisterschaft 2007
| Viswanathan Anand aus Indien Gewinner der Schach-WM 2007 | Viswanathan Anand aus Indien Gewinner der Schach-WM 2007 | Viswanathan Anand aus Indien Gewinner der Schach-WM 2007 | Viswanathan Anand aus Indien Gewinner der Schach-WM 2007 | Viswanathan Anand aus Indien Gewinner der Schach-WM 2007 | Viswanathan Anand aus Indien Gewinner der Schach-WM 2007 |
| Platz                                                    | 8 Teilnehmer                                             | Alter                                                    | Elo                                                      | Pkt.                                                     | SB                                                       |
| -------------------------------------------------------- | -------------------------------------------------------- | -------------------------------------------------------- | -------------------------------------------------------- | -------------------------------------------------------- | -------------------------------------------------------- |
| 1                                                        | Viswanathan Anand                                        | 37                                                       | 2792                                                     | 9                                                        | 59                                                       |
| 2                                                        | Wladimir Kramnik                                         | 32                                                       | 2769                                                     | 8                                                        | 54½                                                      |
| 3                                                        | Boris Gelfand                                            | 39                                                       | 2733                                                     | 8                                                        | 54¼                                                      |
| 4                                                        | Péter Lékó                                               | 28                                                       | 2751                                                     | 7                                                        | 47¾                                                      |
| 5                                                        | Pjotr Swidler                                            | 31                                                       | 2735                                                     | 6½                                                       | 44¾                                                      |
| 6                                                        | Alexander Morosewitsch                                   | 30                                                       | 2758                                                     | 6                                                        | 41¼                                                      |
| 7                                                        | Lewon Aronjan                                            | 24                                                       | 2750                                                     | 6                                                        | 39¾                                                      |
| 8                                                        | Alexander Grischtschuk                                   | 23                                                       | 2726                                                     | 5½                                                       | 40¼                                                      |
| ◄ 2006                                                   | ◄ 2006                                                   | ◄ 2006                                                   | 2008 ►                                                   | 2008 ►                                                   | 2008 ►                                                   |

Die Schachweltmeisterschaft 2007 wurde vom 12. bis zum 30. September 2007 (die letzten Partien fanden am 29. September 2007 statt) als Doppelrundenturnier mit acht Spielern in Mexiko-Stadt ausgetragen. Sie stand organisatorisch in der Nachfolge der FIDE-Weltmeisterschaft 2005 aus der Zeit des geteilten Weltmeisterschaftsanspruches 1993–2006. Sie wurde aber nach dem Wiedervereinigungskampf 2006 zwischen dem „klassischen“ Weltmeister Wladimir Kramnik und dem FIDE-Weltmeister Wesselin Topalow ausgetragen und war von allen Seiten als Weltmeisterschaft anerkannt. Als einzige unumstrittene Schachweltmeisterschaft neben der Schachweltmeisterschaft 1948 wurde sie nicht als Zweikampf, sondern als Turnier mit mehreren Teilnehmern ausgetragen.
Der Inder Viswanathan Anand gewann das Turnier und somit den Weltmeistertitel mit 9 aus 14 Punkten. Er siegte 4-mal und remisierte 10-mal, sodass er als einziger Spieler des Turniers ungeschlagen blieb. In der Schachweltmeisterschaft 2008 verteidigte er seinen Titel gegen den vorherigen Weltmeister Wladimir Kramnik.

## Hintergrund

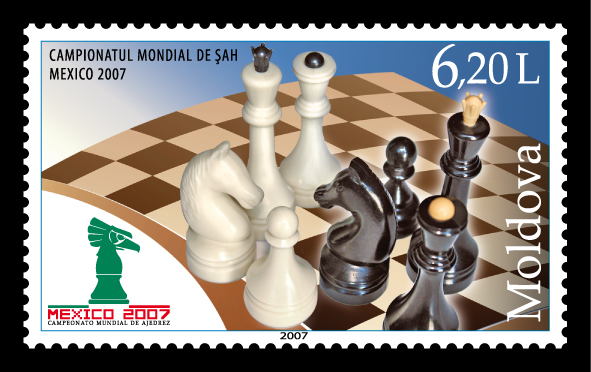
Moldauische Briefmarke aus Anlass der Schach-WM 2007

Zum vorerst letzten Mal wurde eine Weltmeisterschaft in Turnierform ausgetragen, seit 2010 wird sie nur noch zwischen dem Weltmeister und seinem Herausforderer ermittelt. Das Herausfordererreglement für 2008 und 2009 wurde vor dem Vereinigungskampf 2006 vertraglich festgelegt.
Die FIDE-Schachweltmeisterschaft 2005 war auch ein Doppelrundenturnier, aber damals war der Weltmeistertitel zwischen dem FIDE-Weltmeister und dem klassischen Weltmeister Kramnik, der sich weigerte, teilzunehmen, geteilt. Seiner Meinung nach sollte die Weltmeisterschaft in einem Wettkampf des Weltmeisters gegen einen Herausforderer entschieden werden. Kurz nach dem Turnier 2005 meldete die FIDE, dass auch die Weltmeisterschaft 2007 in Form eines Doppelrundenturniers entschieden werden wird.
Im Mai 2006 bestätigte die FIDE, dass im Herbst desselben Jahres ein Vereinigungskampf zwischen dem FIDE-Weltmeister Wesselin Topalow und dem klassischen Weltmeister Kramnik stattfinden würde. Die Wettkampf-Bedingungen waren:
- Falls Kramnik gegen Topalow gewinnt, nimmt er dessen Platz beim WM-Turnier 2007 ein.
- Das WM-Turnier 2007 wird als Doppelrundenturnier ausgetragen.

Kramnik gewann den Vereinigungswettkampf. Im Juni 2007 bestätigte er, dass er das Turnier 2007 als Weltmeisterschaft anerkennen würde. Er bekräftigte jedoch seine Vorliebe für Zweikämpfe. Mit der Schach-WM 2008 kehrte die FIDE tatsächlich zum Zweikampfmodus zurück.

## Qualifikation
Die ersten Vier der FIDE-WM 2005 waren direkt für das Turnier 2007 qualifiziert. Topalow jedoch verlor seinen Platz beim Vereinigungskampf 2006 an Kramnik.
Vier weitere Spieler qualifizierten sich von 2005 bis 2007 über einen Qualifikationsprozess, der drei Stufen enthielt:
1. Kontinentale Meisterschaften
2. Schach-Weltpokal 2005
3. Kandidatenturnier 2006–2007

### Weltpokal 2005
Der Schach-Weltpokal 2005 fand in Chanty-Mansijsk, Russland, statt. Er diente zur Qualifikation für das Kandidatenturnier. Gespielt wurde im K.-o.-System mit kurzer Bedenkzeit, ähnlich den FIDE-Weltmeisterschaften 1998–2004. Folgende Spieler qualifizierten sich:
| 1. Lewon Aronjan 2. Ruslan Ponomarjow 3. Étienne Bacrot 4. Alexander Grischtschuk 5. Jewgeni Barejew 6. Boris Gelfand 7. Sergei Rublewski 8. Michail Gurewitsch | 1. Gata Kamsky 2. Magnus Carlsen 3. Wladimir Malachow 4. Francisco Vallejo Pons 5. Alexei Drejew 6. Loek van Wely 7. Joël Lautier 8. Konstantin Sakajew |

### Kandidatenwettkämpfe 2007
Ein Platz im Kandidatenturnier war für den FIDE-Weltmeister 2004, Rustam Kasimjanov, reserviert. Fünf Plätze wurden an die Spieler vergeben, die in den FIDE-Weltranglisten vom Juli 2004 und Januar 2005 am besten platziert waren und die sich nicht bereits vorher qualifiziert hatten. Diese waren: Péter Lékó, Michael Adams, Judit Polgár, Alexei Schirow und Étienne Bacrot. Die verbleibenden zehn Plätze gingen an die bestplatzierten Spieler beim FIDE World Cup 2005, die sich nicht anderweitig qualifiziert hatten.
Das Kandidatenturnier fand vom 26. Mai bis 14. Juni 2007 in Elista, einer Stadt in Kalmückien, Russland, statt. Ursprünglich war es als Knockout-Turnier über zwei Runden geplant, sodass sich je ein Spieler von einem Viertel des Startfeldes qualifiziert hätte. Im September 2006 schlug die FIDE eine Änderung hin zu einem Rundenturnier vor. Diese Entscheidung wurde jedoch verworfen, und das Turnier fand wie anfangs geplant statt.
Topgesetzt war der Gewinner des Weltpokals 2005, Lewon Aronjan. Die restlichen Spieler wurden nach ihrer Elo-Zahl gemäß der FIDE-Weltrangliste vom Januar 2006 angeordnet. In der zweiten Runde spielt der Gewinner der Partie 1–16 gegen den Gewinner der Partie 8–9, der Sieger der Partie 2–15 spielte gegen den Gewinner der Partie 7–10, und so weiter.

#### Bedingungen
Es wurde „Best of Six“ gespielt, sodass derjenige weiterkam, der als erstes 3,5 Punkte erreicht hatte. Des Weiteren betrug die Bedenkzeit für 40 Züge zwei Stunden, für weitere 20 Züge eine Stunde und für die restlichen Züge 15 Minuten + 30 Sekunden Bedenkzeit pro Zug. Wenn nach sechs Partien noch kein Sieger feststand, wurden Tie-Breaks am siebten Tag gespielt:
1. Vier Schnellpartien wurden gespielt. Bedenkzeit betrug 25 Minuten + zehn Sekunden pro Zug. Sieger war, wer 2,5 Punkte erreichte.
2. Im Falle eines erneuten Gleichstand wurden zwei Blitzpartien mit einer Bedenkzeit von fünf Minuten + zehn Sekunden pro Zug gespielt.
3. Sollte es immer noch unentschieden stehen, losten die Spieler aus, wer in einer letzten „Sudden-Death-Partie“ Weiß bzw. Schwarz erhielt. Weiß bekam sechs Minuten Bedenkzeit und musste gewinnen, Schwarz nur fünf Minuten, ihm reichte jedoch ein Remis fürs Weiterkommen.

#### Runde 1
| Setzplatz | Name                   | Elo  | 1 | 2 | 3 | 4 | 5 | 6 | TB  | Gesamt |
| --------- | ---------------------- | ---- | - | - | - | - | - | - | --- | ------ |
| 1         | Lewon Aronjan          | 2759 | 1 | ½ | 0 | 1 | 0 | ½ | 4.0 | 7.0    |
| 16        | Magnus Carlsen         | 2693 | 0 | ½ | 1 | 0 | 1 | ½ | 2.0 | 5.0    |
| Setzplatz | Name                   | Elo  | 1 | 2 | 3 | 4 | 5 | 6 | TB  | Gesamt |
| 8         | Alexei Schirow         | 2699 | ½ | ½ | ½ | 0 | ½ | 1 | 2.5 | 5.5    |
| 9         | Michael Adams          | 2734 | ½ | ½ | ½ | 1 | ½ | 0 | 0.5 | 3.5    |
| Setzplatz | Name                   | Elo  | 1 | 2 | 3 | 4 | 5 | 6 | TB  | Gesamt |
| 2         | Péter Lékó             | 2738 | ½ | 1 | 1 | 1 | – | – | –   | 3.5    |
| 15        | Michail Gurewitsch     | 2639 | ½ | 0 | 0 | 0 | – | – | –   | 0.5    |
| Setzplatz | Name                   | Elo  | 1 | 2 | 3 | 4 | 5 | 6 | TB  | Gesamt |
| 7         | Judit Polgár           | 2727 | ½ | 0 | ½ | 0 | 1 | ½ | –   | 2.5    |
| 10        | Jewgeni Barejew        | 2643 | ½ | 1 | ½ | 1 | 0 | ½ | –   | 3.5    |
| Setzplatz | Name                   | Elo  | 1 | 2 | 3 | 4 | 5 | 6 | TB  | Gesamt |
| 3         | Ruslan Ponomarjow      | 2717 | ½ | ½ | 0 | ½ | ½ | ½ | –   | 2.5    |
| 14        | Sergei Rublevsky       | 2680 | ½ | ½ | 1 | ½ | ½ | ½ | –   | 3.5    |
| Setzplatz | Name                   | Elo  | 1 | 2 | 3 | 4 | 5 | 6 | TB  | Gesamt |
| 6         | Alexander Grischtschuk | 2717 | 1 | ½ | ½ | 1 | ½ | – | –   | 3.5    |
| 11        | Wladimir Malachow      | 2679 | 0 | ½ | ½ | 0 | ½ | – | –   | 1.5    |
| Setzplatz | Name                   | Elo  | 1 | 2 | 3 | 4 | 5 | 6 | TB  | Gesamt |
| 4         | Boris Gelfand          | 2733 | ½ | ½ | ½ | ½ | ½ | ½ | 2.5 | 5.5    |
| 13        | Rustam Kasimjanow      | 2677 | ½ | ½ | ½ | ½ | ½ | ½ | 0.5 | 3.5    |
| Setzplatz | Name                   | Elo  | 1 | 2 | 3 | 4 | 5 | 6 | TB  | Gesamt |
| 5         | Étienne Bacrot         | 2709 | ½ | 0 | 0 | 0 | – | – | –   | 0.5    |
| 12        | Gata Kamsky            | 2705 | ½ | 1 | 1 | 1 | – | – | –   | 3.5    |

#### Runde 2
| Setzplatz | Name                   | Elo  | 1 | 2 | 3 | 4 | 5 | 6 | TB  | Gesamt |
| --------- | ---------------------- | ---- | - | - | - | - | - | - | --- | ------ |
| 1         | Lewon Aronjan          | 2759 | 1 | ½ | ½ | ½ | ½ | ½ | –   | 3,5    |
| 8         | Alexei Schirow         | 2699 | 0 | ½ | ½ | ½ | ½ | ½ | –   | 2,5    |
| Setzplatz | Name                   | Elo  | 1 | 2 | 3 | 4 | 5 | 6 | TB  | Gesamt |
| 2         | Péter Lékó             | 2738 | 1 | ½ | 1 | ½ | ½ | – | –   | 3,5    |
| 10        | Jewgeni Barejew        | 2643 | 0 | ½ | 0 | ½ | ½ | – | –   | 1,5    |
| Setzplatz | Name                   | Elo  | 1 | 2 | 3 | 4 | 5 | 6 | TB  | Gesamt |
| 4         | Boris Gelfand          | 2733 | ½ | ½ | 1 | ½ | 1 | – | –   | 3,5    |
| 12        | Gata Kamsky            | 2705 | ½ | ½ | 0 | ½ | 0 | – | –   | 1,5    |
| Setzplatz | Name                   | Elo  | 1 | 2 | 3 | 4 | 5 | 6 | TB  | Gesamt |
| 6         | Alexander Grischtschuk | 2717 | 1 | ½ | ½ | 0 | ½ | ½ | 2,5 | 5,5    |
| 14        | Sergei Rublevsky       | 2680 | 0 | ½ | ½ | 1 | ½ | ½ | 0,5 | 3,5    |

## Weltmeisterschaftsturnier 2007

### Teilnehmer
1. Wladimir Kramnik – amtierender Weltmeister
2. Viswanathan Anand – 2. Platz im WM-Turnier 2005
3. Peter Swidler – 3. Platz im WM-Turnier 2005
4. Alexander Morosewitsch – 4. Platz im WM-Turnier 2005
5. Péter Lékó – qualifiziert über das Kandidatenturnier
6. Boris Gelfand – qualifiziert über das Kandidatenturnier
7. Lewon Aronjan – qualifiziert über das Kandidatenturnier
8. Alexander Grischtschuk – qualifiziert über das Kandidatenturnier

### Spielbedingungen
Die erste Runde des Doppelrundenturniers fand am 13. September, die letzte Runde am 29. September 2007 statt. Ruhetage waren am 17., 22. und 26. September, also nach Runde 3, 8, bzw. 11. Die Partien begannen täglich um zwei Uhr Ortszeit, d. h. 21:00 Uhr MESZ. Zeitkontrollen waren bei 40/2h, 20/1h, 15m+30sek/Rest, was bedeutet, dass jeder Spieler für 40 Züge 2 Stunden, für weitere 20 Züge zusätzlich 1 Stunde und für die restlichen Züge weitere 15 Minuten + 30 Sekunden Bedenkzeit pro Zug hatte. Die Paarungen wurden am 12. September 2007 ausgelost.

### Ergebnisse
| Runde 1 – 13. September |                    |     |                                       |
| Anand                   | Gelfand            | ½:½ | C42 Russisch                          |
| Kramnik                 | Swidler            | ½:½ | D43 Halbslawisch                      |
| Morosewitsch            | Aronian            | ½:½ | E12 Damenindisch                      |
| Grischuk                | Lékó               | ½:½ | C88 Spanisch                          |
| Runde 2 – 14. September |                    |     |                                       |
| Kramnik (0,5)           | Morosewitsch (0,5) | 1:0 | E04 Katalanisch                       |
| Gelfand (0,5)           | Grischuk (0,5)     | ½:½ | E15 Damenindisch                      |
| Swidler (0,5)           | Lékó (0,5)         | ½:½ | C89 Spanisch                          |
| Aronian (0,5)           | Anand (0,5)        | 0:1 | D43 Halbslawisches Damengambit        |
| Runde 3 – 15. September |                    |     |                                       |
| Anand (1,5)             | Kramnik (1,5)      | ½:½ | C42 Russisch                          |
| Grischuk (1,0)          | Aronian (0,5)      | ½:½ | C88 Spanisch                          |
| Lékó (1,0)              | Gelfand (1,0)      | ½:½ | C42 Russisch                          |
| Morosewitsch (0,5)      | Swidler (1,0)      | 1:0 | C45 Schottisch                        |
| Runde 4 – 16. September |                    |     |                                       |
| Aronian (1,0)           | Lékó (1,5)         | 1:0 | A33 Benoni                            |
| Kramnik (2,0)           | Grischuk (1,5)     | ½:½ | E06 Katalanisch                       |
| Morosewitsch (1,5)      | Anand (2,0)        | ½:½ | D47 Abgelehntes Damengambit           |
| Swidler (1,0)           | Gelfand (1,5)      | ½:½ | C42 Russisch                          |
| Runde 5 – 18. September |                    |     |                                       |
| Anand (2,5)             | Swidler (1,5)      | 1:0 | C89 Spanisch                          |
| Gelfand (2,0)           | Aronian (2,0)      | 1:0 | A60 Benoni                            |
| Grischuk (2,0)          | Morosewitsch (2,0) | 1:0 | D38 Abgelehntes Damengambit           |
| Lékó (1,5)              | Kramnik (2,5)      | ½:½ | C54 Italienische Partie               |
| Runde 6 – 19. September |                    |     |                                       |
| Aronian (2,0)           | Kramnik (3,0)      | ½:½ | E06 Katalanisch                       |
| Gelfand (3,0)           | Morosewitsch (2,0) | 1:0 | E17 Damenindisch                      |
| Grischuk (3,0)          | Swidler (1,5)      | ½:½ | D43 Halbslawisch                      |
| Lékó (2,0)              | Anand (3,5)        | ½:½ | C78 Spanisch                          |
| Runde 7 – 20. September |                    |     |                                       |
| Anand (4,0)             | Grischuk (3,5)     | 1:0 | C88 Spanisch                          |
| Kramnik (3,5)           | Gelfand (4,0)      | ½:½ | D43 Halbslawisch (Botwinnik-Variante) |
| Morosewitsch (2,0)      | Lékó (2,5)         | ½:½ | C45 Schottisch                        |
| Swidler (2,0)           | Aronian (2,5)      | ½:½ | C69 Spanisch                          |
| Runde 8 – 21. September  |                    |     |                                    |
| Aronian (3,0)            | Morosewitsch (2,5) | ½:½ | E17 Damenindisch                   |
| Gelfand (4,5)            | Anand (5,0)        | ½:½ | E06 Katalanisch                    |
| Lékó (3,0)               | Grischuk (3,5)     | 1:0 | C88 Spanisch                       |
| Swidler (2,5)            | Kramnik (4,0)      | ½:½ | C42 Russisch                       |
| Runde 9 – 23. September  |                    |     |                                    |
| Anand (5,5)              | Aronian (3,5)      | ½:½ | C89 Spanisch                       |
| Grischuk (3,5)           | Gelfand (5,0)      | 1:0 | E20 Nimzo-Indisch                  |
| Lékó (4,0)               | Swidler (3,0)      | ½:½ | B90 Sizilianisch, Najdorf-Variante |
| Morosewitsch (3,0)       | Kramnik (4,5)      | 1:0 | E61 Königsindisch                  |
| Runde 10 – 24. September |                    |     |                                    |
| Aronian (4,0)            | Grischuk (4,5)     | 1:0 | D30 Abgelehntes Damengambit        |
| Gelfand (5,0)            | Lékó (4,5)         | ½:½ | E05 Katalanisch                    |
| Kramnik (4,5)            | Anand (6,0)        | ½:½ | D43 Halbslawisch                   |
| Swidler (3,5)            | Morosewitsch (4,0) | ½:½ | B17 Caro-Kann                      |
| Runde 11 – 25. September |                    |     |                                    |
| Anand (6,5)              | Morosewitsch (4,5) | 1:0 | B90 Sizilianisch, Najdorf-Variante |
| Gelfand (5,5)            | Swidler (4,0)      | ½:½ | A15 Englisch                       |
| Grischuk (4,5)           | Kramnik (5,0)      | ½:½ | C43 Russisch                       |
| Lékó (5,0)               | Aronian (5,0)      | ½:½ | E15 Damenindisch                   |
| Runde 12 – 27. September |                    |     |                                    |
| Aronian (5,5)            | Gelfand (6,0)      | 0:1 | D43 Halbslawisch                   |
| Kramnik (5,5)            | Lékó (5.5)         | 1:0 | E05 Katalanisch                    |
| Morosewitsch (4,5)       | Grischuk (5,0)     | 1:0 | A28 English                        |
| Swidler (4,5)            | Anand (7,5)        | ½:½ | C88 Spanisch                       |
| Runde 13 – 28. September |                    |     |                                    |
| Aronian (5,5)            | Swidler (5,0)      | ½:½ | A29 English                        |
| Gelfand (7,0)            | Kramnik (6,5)      | ½:½ | D47 Halbslawisch                   |
| Grischuk (5,0)           | Anand (8,0)        | ½:½ | D43 Halbslawisch                   |
| Lékó (5,5)               | Morosewitsch (5,5) | 1:0 | B66 Sizilianisch                   |
| Runde 14 – 29. September |                    |     |                                    |
| Anand (8,5)              | Lékó (6,5)         | ½:½ | C89 Spanisch                       |
| Kramnik (7,0)            | Aronian (6,0)      | 1:0 | E15 Damenindisch                   |
| Morosewitsch (5,5)       | Gelfand (7,5)      | ½:½ | C42 Russisch                       |
| Swidler (5,5)            | Grischuk (5,5)     | 1:0 | B90 Sizilianisch, Najdorf-Variante |
Nummern in Klammern stellen die Punktzahl des Spielers vor der jeweiligen Runde dar.

### Endstand
| Platz | Spieler                | Elo  | 1 | 1 | 2 | 2 | 3 | 3 | 4 | 4 | 5 | 5 | 6 | 6 | 7 | 7 | 8 | 8 | Punkte | SoBer |
| ----- | ---------------------- | ---- | - | - | - | - | - | - | - | - | - | - | - | - | - | - | - | - | ------ | ----- |
| 1     | Viswanathan Anand      | 2792 |   |   | ½ | ½ | ½ | ½ | ½ | ½ | 1 | ½ | ½ | 1 | 1 | ½ | 1 | ½ | 9      | 59    |
| 2     | Wladimir Kramnik       | 2769 | ½ | ½ |   |   | ½ | ½ | ½ | 1 | ½ | ½ | 1 | 0 | ½ | 1 | ½ | ½ | 8      | 54½   |
| 3     | Boris Gelfand          | 2733 | ½ | ½ | ½ | ½ |   |   | ½ | ½ | ½ | ½ | 1 | ½ | 1 | 1 | ½ | 0 | 8      | 54¼   |
| 4     | Péter Lékó             | 2751 | ½ | ½ | ½ | 0 | ½ | ½ |   |   | ½ | ½ | ½ | 1 | 0 | ½ | ½ | 1 | 7      | 47¾   |
| 5     | Pjotr Swidler          | 2735 | 0 | ½ | ½ | ½ | ½ | ½ | ½ | ½ |   |   | 0 | ½ | ½ | ½ | ½ | 1 | 6½     | 44¾   |
| 6     | Alexander Morosewitsch | 2758 | ½ | 0 | 0 | 1 | 0 | ½ | ½ | 0 | 1 | ½ |   |   | ½ | ½ | 0 | 1 | 6      | 41¼   |
| 7     | Lewon Aronjan          | 2750 | 0 | ½ | ½ | 0 | 0 | 0 | 1 | ½ | ½ | ½ | ½ | ½ |   |   | ½ | 1 | 6      | 39¾   |
| 8     | Alexander Grischtschuk | 2726 | 0 | ½ | ½ | ½ | ½ | 1 | ½ | 0 | ½ | 0 | 1 | 0 | ½ | 0 |   |   | 5½     | 40¼   |